# 立石充男
立石 充男（たていし みつお、1957年12月6日 - ）は、大阪府和泉市出身の元プロ野球選手（内野手）・コーチ。
連続で30年以上コーチ業を続けている、ベテランの指導者である。

## 経歴

### 現役時代
初芝高校では準エース投手として岡田彰布の好敵手として活躍し、3年次の1975年には春の選抜へ出場したが、1回戦で日大山形に敗退。
同年のドラフト3位で南海ホークスに入団。
1年目の1976年は二軍の試合後に一軍の手伝いを命じられた際、内野手ながら門田博光の打撃投手を務めた後に野村克也選手兼任監督の打撃捕手役に回った。当時はとにかく名前を覚えてもらわなければいけないと思い、野村には耳元で大きな声で挨拶をした。門田には「アウトコースだけは放るな」と言われていたが、逆に1回投げてみた。次の瞬間、強烈なピッチャー返しの打球が右胸付近に当たり、門田には「だからアウトコースには投げるなって言っただろ、大丈夫か」と言われたが、それでも立石はまた違ったことで挑戦。ずっと本塁打を打たれると悔しいと思ってフォークを投げたところ、門田は空振りした。立石は「怒られる」と思ったが、門田はその時は何も言わず、練習終了後に「お前、おもろいやつやな」と気に入られて部屋子に指名された。大胆な挑戦が功を奏して見事に覚えてもらうことに成功したが、部屋子になると、勉強になることも一杯あったが、静かにしていないため大変であった。中百舌鳥での秋季キャンプでは最後に風呂に入った時に野村と一緒になり、「おう、立石か、お前は大学に4年間行ったつもりで二軍でしっかりやれ、そして一軍に上がって来い。よく練習やっているって聞いているから」と言われた。
何度か一軍入りはしたが、その度に足、肩、腰と故障に悩まされて二軍暮らしが長かった。
1981年には内野のユーティリティープレイヤーとして一軍に定着し、パ・リーグ初の背番号0を背負った。4月20日の日本ハム戦（大阪）からスタメン出場し、同23日の西武戦（大阪）の5回裏に先頭打者として打席に立つと、かつての同僚であった名取和彦から左翼席へプロ初本塁打を放った。同年は主に二塁手として19試合に先発出場を果たす。
1984年には三塁手のレギュラーを池之上格と争い59試合に先発出場。規定打席には届かなかったが、打率.286の好成績を収めた。
1984年5月29日の西武戦（西武）で三塁走者の駒崎幸一を隠し球でアウトにし、このプレーの一部始終はカメラに収められており、同年のフジテレビ『プロ野球珍プレー・好プレー大賞』で取り上げられて大賞に輝き、以後同番組で繰り返し放送された。なお、隠し球の陰で忘れられているが、その試合中に足首の剥離骨折を起こし、途中2か月ほど欠場している。開幕時の正遊撃手であった定岡智秋がアキレス腱断裂で長期離脱したため、三塁手の久保寺雄二を遊撃手で起用、控えの立石が三塁手に入って半月後のことであった。立石の代役には元々三塁手であった山村善則を左翼手から回したが絶不調で、結局、前年三塁を守っていた池之上と立石が併用された。本来は二塁手の河埜敬幸がジェフ・ドイルの加入で中堅手へコンバートされ、一塁手のクリス・ナイマンも守備力は低かったため、1984年の南海は内野守備が安定せず、特にシーズンを通して固定できなかった三塁手は26失策、遊撃手は34失策という類を見ない拙守ぶりであった。
1985年は池之上と山村が三塁手として多く起用され、出場機会が減少。同年オフに結婚する。
観察も熱心で、目を皿のようにして、超一流選手の一挙手一投足を凝視した。あまりに熱心すぎて、試合前の敵チームの打撃練習をユニフォーム姿のまま見学したほどであった。落合博満に「ケージの後ろで見せてください」と頼んで観察し、落合が軸足に根が生えているかと思うほどブレず、右手の使い方が独特で、ライト線の打球がスライスしないことを発見。打ち方は分かったが、とてつもない練習量が必要だとも分かり、落合からも具体的な言葉はなかった。見て学んだ立石は引退間際に二軍戦で広島市民球場の右翼席に本塁打が打てた。
1986年限りで現役を引退。

### 引退後
引退後は南海→ダイエーで二軍守備・走塁コーチ（1987年 - 1988年）→一軍守備・走塁コーチ（1989年 - 1992年）を務め、ダイエー時代は田淵幸一監督と言い合ったこともあった。
ダイエー退団後は中日で二軍守備コーチ（1993年 - 1995年）→一軍内野守備兼走塁コーチ（1996年 - 1997年）を務め、鳥越裕介を市原圭とのセット指導で育てたほか、怒りに震える星野仙一監督に怒鳴り返したこともあった。
鳥越はキャンプ当初は一軍であったが、一軍コーチからキャンプ終了時に電話がかかってきて「鳥越は一からやらないと難しい」というような話になる。立石は鳥越と市原を呼び出し「明日から今まで教わったことを白紙にして、一からやれるか。ただし半端じゃないぞ、練習するぞ」と伝え、凄まじい数のノックを打った。長身の遊撃手であった鳥越がどうしたら良くなるかを考えた末、島谷金二二軍監督に三塁手での起用を進言。それでもエラーは減らず、ある時にハーフフライを落として「すみません」と言う鳥越を見て立石は市原を呼んで「一言いってあげろ」と指示。実は事前に打ち合わせをし、『鳥越に「それだけ試合で使ってもらっていいじゃないですか、僕はベンチにいて、そんなすごい経験はできませんよ」と言ってくれ』と市原に伝えていた。そこから鳥越の守備力は見違えるほどになり、一軍にも上がる。神宮でその姿を見たヤクルトの監督になっていた野村は立石に「どうやって教えた」と電話してきたが、立石は「選手が選手を育てました」答えた。1996年に復帰した星野は明大の後輩にもなる鳥越を使い、1997年には現在も破られていない遊撃手の守備率.997の日本記録を達成。立石は中日を退団する時、星野に「鳥越を育ててくれてありがとう」と言われた。
星野には可愛がられたと同時に鍛えられ、試合後のコーチミーティングでは、最初に『タテー、今日の試合、どないなっとるんや』から始まった。星野にはとにかく即答が求められ、他のコーチは星野に聞かれて言葉に詰まったら「何を見とったんや」って言われるが、立石は詰まったことは全然なかった。それどころか、言葉に詰まった時の星野を助けていた。ナゴヤ球場最終年の1996年に一軍に昇格した立石は一塁ベースコーチを務めていたが、ある試合で一死で一塁には益田大介がおり、ランエンドヒットで3ボール2ストライクから立浪和義が中前打を打って、立石は『和義、ナイスバッティング』と言ったところ、一塁ベンチから物凄い怒声が聞こえてきた。星野が指をさしながら『タテ!どないなっとるんや!』と怒鳴り、立石は「何で俺が怒られなきゃいけないんだろう」と思いながら、指揮官の指さす方向を見ると、益田が二塁で止まっていた。星野は三塁に行ける状況であったため激高し、ベンチに戻った立石はさらに怒られた。2回も言われた立石は大声で『言いましたよぉー!』と怒鳴り返し、次の瞬間、星野は「何ぃ!」と声を震わせ、ナゴヤ球場一塁ベンチ内の扇風機を思い切り殴りつけた。星野に怒鳴り返したコーチはこれまで誰もおらず、島野育夫ヘッドコーチには『おいタテ、よう言った』と言われた。試合後のコーチミーティングでも星野の怒りはまだ収まらず、2階のコーチ室で星野はテーブルを叩いて『タテ!益田にもう1回、言ってこい!』と言った。立石は下にいた益田に「こういうこともあるから。経験やから」と話した後、コーチ室に戻り、星野に向かって大声で「すみませんでしたぁ!」と叫んで終わった。
中日退団後は南海時代の同僚である李来発監督から熱心な勧誘を受け、台湾CPBL・和信守備コーチ（1998年 - 1999年）を務めた。李の誘いを最初は1週間断ったが、妻の勧めで台湾に単身赴任し、在任中は守備コーチながらアレックス・カブレラの打撃を指導。「構えて、重心を落として、そのまま打つ練習をせい」とアドバイスをしたほか、スライダーを打つ練習も徹底的にやらせた。オフには李と共に甲子園を訪問し、阪神の監督となっていた野村にカブレラを売り込んだ。
帰国後は近鉄で二軍外野守備・走塁コーチ（2000年 - 2001年）→二軍守備・走塁コーチ（2002年 - 2004年）を務め、俊足で強肩、スイッチヒッターの森谷昭仁に特に目をかけ、その日の試合で森谷の事だけを書き留めたノートが何冊も出来るほどであった。
近鉄合併後は阪神で二軍守備・走塁コーチ（2005年, 2009年）、二軍打撃兼守備コーチ（2006年）→二軍野手総合兼打撃コーチ（2007年 - 2008年）、二軍育成チーフコーチ（2010年 - 2011年）→二軍打撃兼育成コーチ（2012年）を務め、阪神コーチ時代の2006年には、シーズン途中から胃潰瘍で長期入院した島野育夫に代わって二軍監督代行を務めた。

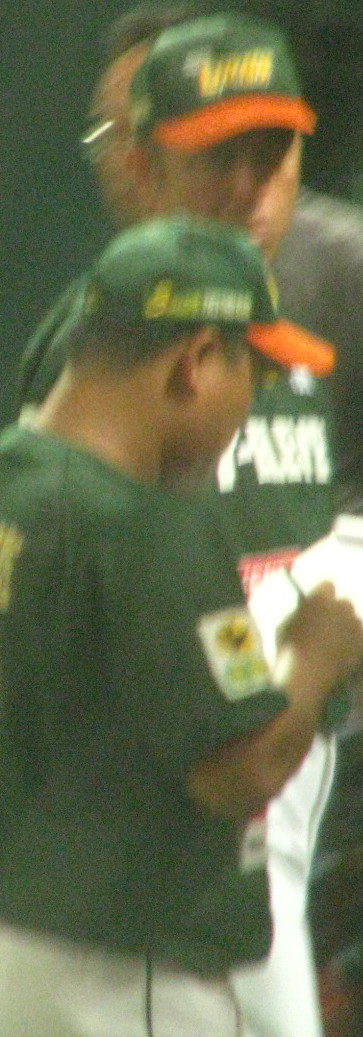
統一ヘッドコーチ時代（2014年7月18日）

阪神退団後は台湾CPBL・統一ヘッドコーチ（2014年）→韓国KBO・ハンファ二軍作戦・守備コーチ（2015年）を務め、ハンファには2014年秋季沖縄キャンプよりチームに参加したが、2015年10月8日に来季の契約を結ばないことが明らかになった。
帰国後は楽天で二軍内野守備・走塁コーチ（2016年）→一軍・二軍巡回内野守備・走塁コーチ（2017年）→一軍内野守備・走塁コーチ（2018年-2018年4月30日）→二軍育成コーチ（2018年5月-2018年シーズン終了後まで）を歴任したが、2018年は6勝19敗1分と最下位に沈み、守備や走塁にも細かなミスが目立った。4月30日の試合終了後から真喜志康永と入れ替えになる形で二軍育成コーチに配置転換され、同年10月5日に翌年の契約をしないことを通告された。
楽天退団後は中日に復帰し、巡回野手コーチ（2019年）→二軍野手総合コーチ（2020年 - 2021年）を歴任。巡回野手コーチ時代は一軍と二軍を行ったり来たりしながら、野手に的確な助言をした。阿部寿樹には「開くな」と「残せ」の2つだけアドバイスし、阿部も自分なりにアレンジした結果、「背筋で振る」という感覚で開かずにしっかり後ろに残って振れるようになり、打球も飛ぶようになった。後ろに残しすぎて、差し込まれていた福田永将には阿部と全く逆で「前で打て」と指示し、アドバイスの翌日に福田は東京ドームの巨人戦で逆転3点本塁打を放った。開幕から本来の力を発揮できなかった大島洋平には自ら歩み寄って「頭と体幹がずれている」と伝え、大島は投手方向に向いていたバットのヘッドをやや三塁側へ傾け、左肩の前にあったグリップの位置を胸の前に変更。ゆったりとした力感のない構えにしたことで、スムーズにトップに入れ、ボールを見る時間を長くとれるようになり、構えを変えた阪神戦からは見事に安打を量産した。高橋周平にはティーバッティングで斜めや真横、高めや低め、速めや遅めなど多種多様なトスをして覚醒させた。2021年に成績不振の責任を取って退団した。
2022年より関メディベースボール学院の野手総合コーチに就任。

## 詳細情報

### 年度別打撃成績
| 年 度     | 球 団     | 試 合 | 打 席 | 打 数 | 得 点 | 安 打 | 二 塁 打 | 三 塁 打 | 本 塁 打 | 塁 打 | 打 点 | 盗 塁 | 盗 塁 死 | 犠 打 | 犠 飛 | 四 球 | 敬 遠 | 死 球 | 三 振 | 併 殺 打 | 打 率 | 出 塁 率 | 長 打 率 | O P S |
| --------- | --------- | ----- | ----- | ----- | ----- | ----- | -------- | -------- | -------- | ----- | ----- | ----- | -------- | ----- | ----- | ----- | ----- | ----- | ----- | -------- | ----- | -------- | -------- | ----- |
| 1978      | 南海      | 12    | 6     | 6     | 0     | 1     | 0        | 0        | 0        | 1     | 1     | 0     | 0        | 0     | 0     | 0     | 0     | 0     | 1     | 0        | .167  | .167     | .167     | .333  |
| 1980      | 南海      | 1     | 2     | 2     | 1     | 1     | 1        | 0        | 0        | 2     | 2     | 0     | 0        | 0     | 0     | 0     | 0     | 0     | 0     | 0        | .500  | .500     | 1.000    | 1.500 |
| 1981      | 南海      | 62    | 65    | 59    | 12    | 13    | 2        | 1        | 1        | 20    | 8     | 1     | 1        | 1     | 1     | 3     | 0     | 1     | 3     | 4        | .220  | .266     | .339     | .605  |
| 1982      | 南海      | 49    | 91    | 80    | 10    | 15    | 1        | 0        | 1        | 19    | 6     | 5     | 1        | 4     | 0     | 7     | 0     | 0     | 8     | 3        | .188  | .253     | .238     | .490  |
| 1983      | 南海      | 33    | 55    | 47    | 9     | 9     | 1        | 2        | 1        | 17    | 3     | 0     | 1        | 4     | 0     | 4     | 0     | 0     | 6     | 0        | .191  | .255     | .362     | .617  |
| 1984      | 南海      | 74    | 221   | 199   | 26    | 57    | 14       | 2        | 7        | 96    | 22    | 1     | 1        | 6     | 0     | 14    | 0     | 2     | 20    | 7        | .286  | .340     | .482     | .822  |
| 1985      | 南海      | 36    | 82    | 70    | 6     | 14    | 3        | 0        | 1        | 20    | 7     | 0     | 1        | 1     | 0     | 9     | 0     | 2     | 21    | 2        | .200  | .309     | .286     | .594  |
| 通算：7年 | 通算：7年 | 267   | 522   | 463   | 64    | 110   | 22       | 5        | 11       | 175   | 49    | 7     | 5        | 16    | 1     | 37    | 0     | 5     | 59    | 16       | .238  | .300     | .378     | .678  |

### 記録
初記録
- 初出場：1978年6月15日、対近鉄バファローズ前期13回戦（大阪球場）、8回表に藤原満に代わり三塁手で出場
- 初打席・初安打：同上、9回裏に神部年男から単打
- 初先発出場：1978年7月6日、対近鉄バファローズ後期3回戦（大阪球場）、6番・右翼手で先発出場（偵察要員、試合開始時に堀井和人と交代）
- 初打点：1978年7月17日、対クラウンライターライオンズ後期4回戦（平和台野球場）、9回表に石井茂雄から内野ゴロの間に記録
- 初本塁打：1981年4月23日、対西武ライオンズ前期3回戦（大阪球場）、5回裏に名取和彦からソロ

### 背番号
- 41（1976年 - 1982年）
- 1（1983年）
- 0（1984年 - 1986年）
- 84（1987年 - 1992年）
- 99（1993年 - 1994年）
- 98（1995年、2010年 - 2012年、2014年）
- 74（1996年 - 1997年）
- 55（1998年 - 1999年）
- 85（2000年 - 2004年）
- 88（2005年 - 2009年、2015年）
- 78（2016年 - 2018年）
- 90（2019年 - 2021年）